# Transbordadores de Cervera

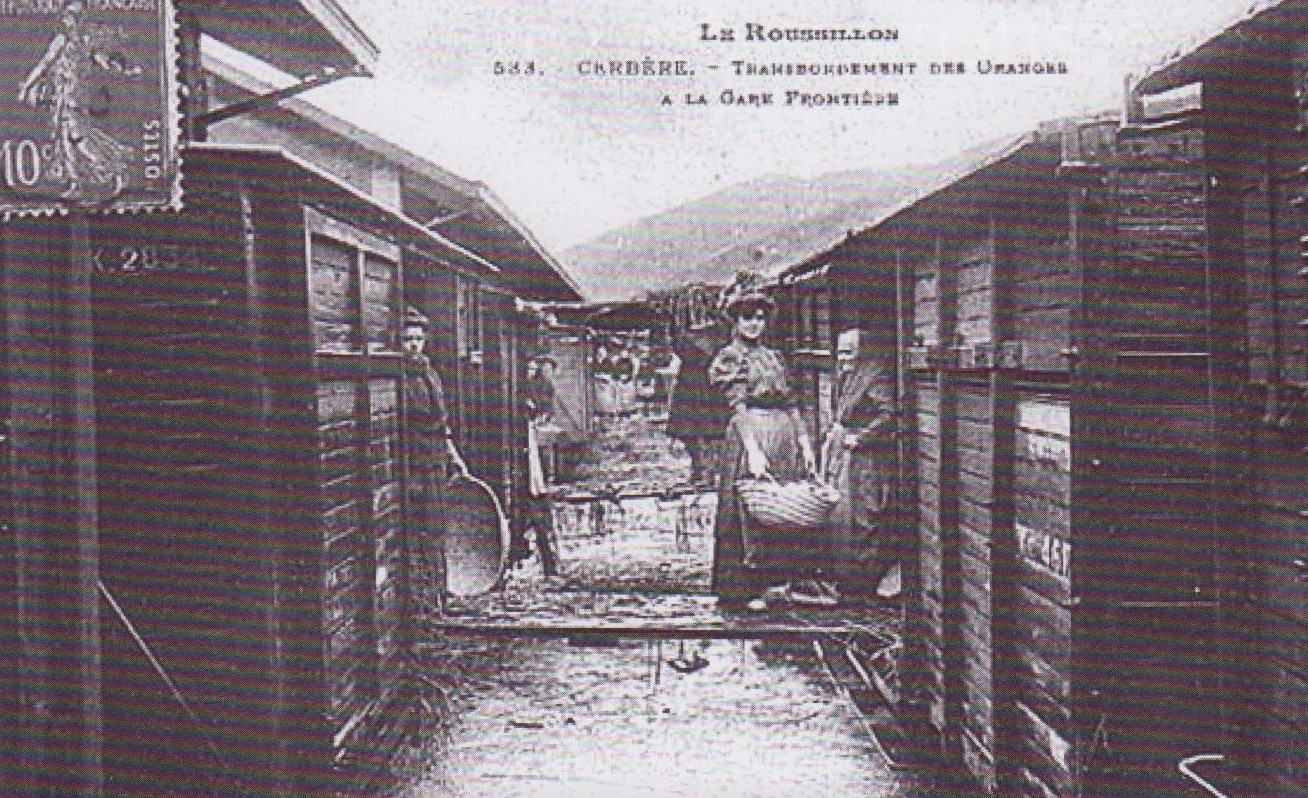
Transbordament de taronges a Cervera a principis del segle XX

Les Transbordadores de Cervera, o transbordadores de taronges, van ser les dones que, a finals del segle xix i a principis del segle xx, van ser contractades per a carregar mercaderies dels trens que venien del sud en trens francesos a l'estació de Cervera de la Marenda, a la Catalunya del Nord.
Aquesta feina era necessària, atès que els amples de les vies franceses eren diferents del de les vies espanyoles, que eren d'ample ibèric, i els trens espanyols carregats de fruita no hi podien circular. Les transbordadores de Cervera són conegudes en particular per haver organitzat la primera vaga femenina de França.

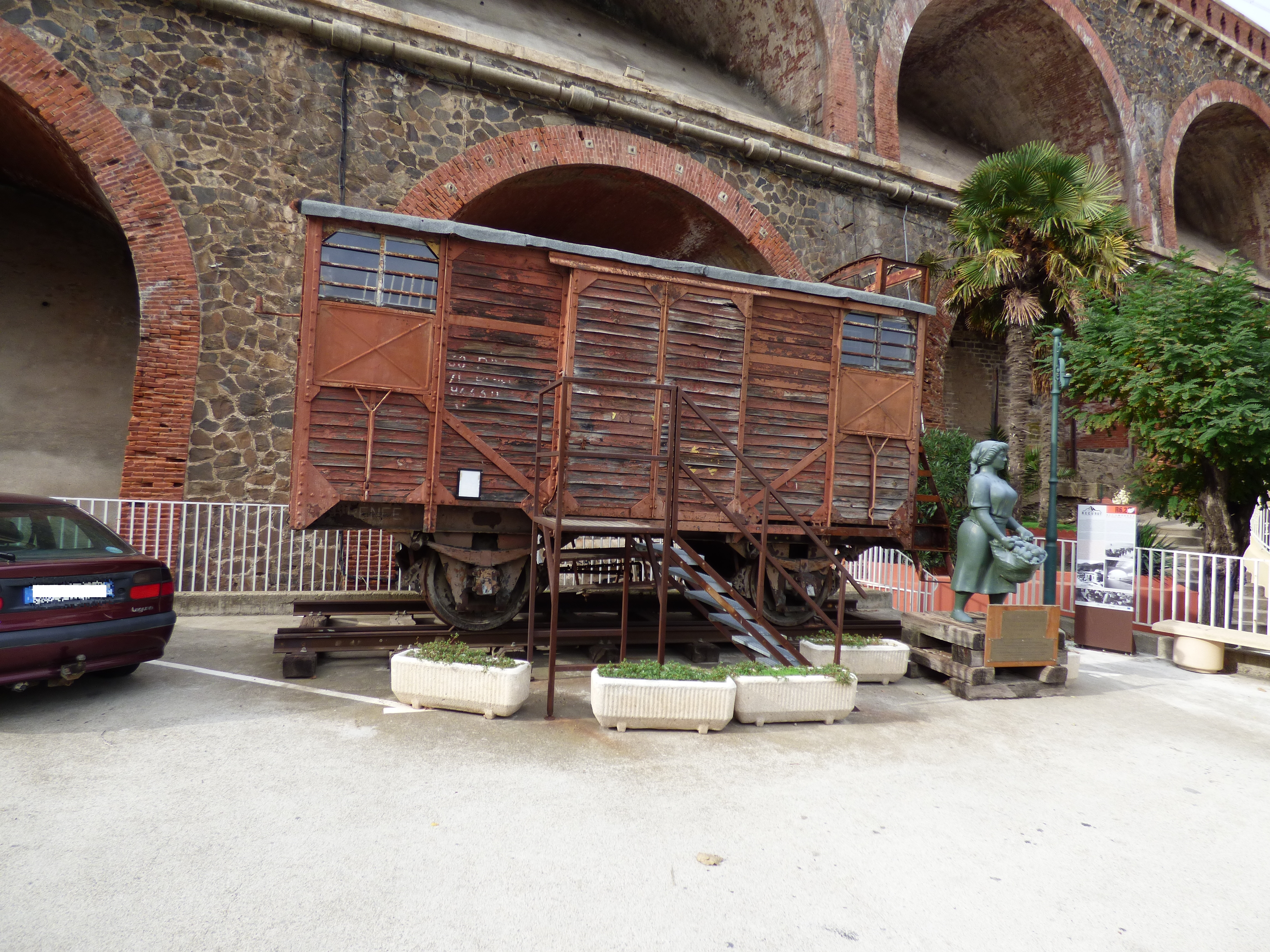
Vagó memorial de les transbordadores de taronges a Cervera (66)

## Bibliografia

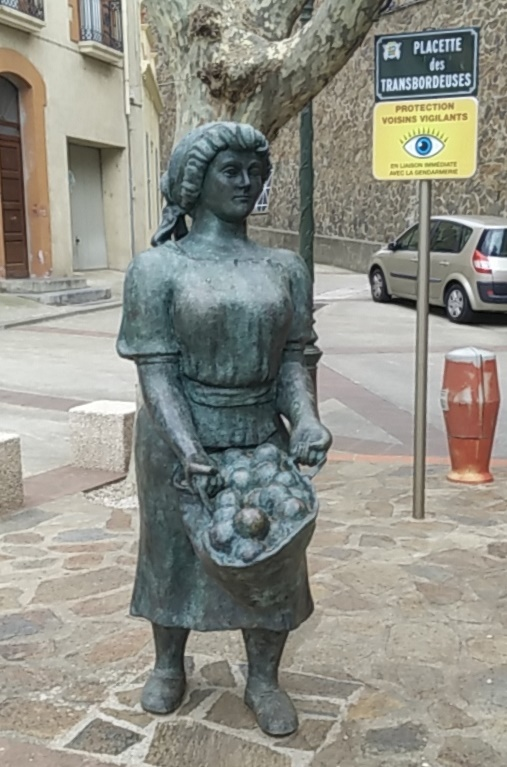
Monument a la Placeta de les Transbordadores